# Darnóc vára
Darnóc vára (horvátul: Utvrda Drenovac) egy várrom Horvátországban, a Verőce-Drávamente megyei Csacsincéhez tartozó Darnóc település határában.

## Fekvése
Darnóc várának maradványai a falutól délre, egy nehezen megközelíthető hegy csúcsán levő szűk platón találhatók.

## Története
Darnóc vára, mely a településtől délre emelkedő hegy csúcsán állt, valószínűleg a 13. században épült a tatárjárást követő nagy várépítkezések keretében IV. Béla király rendelkezése szerint. Engel Pál szerint 1298 és 1313 között a Monoszló nembeli Egyedé volt, majd 1403-ig az Aba nembeli Atyinai családé. 1418-tól a Garaiaké, 1484-től 1517-ig pedig rokonaiké a Kishorváti-Hlapsicsoké volt. A vár alatti Darnóc mezővárosa 1421 és 1476 között többször is szerepel a korabeli forrásokban, egy ideig a vingárti Geréb család birtoka volt. János nevű plébánosát és Benedek nevű prebendáriusát 1501-ben említik „Johannes plebanus de Darnowcz. Benedictus prebendarius pauper de eadem Darnowcz” alakban. Plébániáját 1507 és 1517 között említik. A vaskai esperességhez tartozott. A várat és a települést 1542-ben foglalta el a török. A török uralom idején a Pozsegai szandzsákhoz tartozott. Valószínűleg a 17. században a felszabadító harcok során pusztult el.

## A vár mai állapota
Darnóc várának maradványai a falutól délre, egy nehezen megközelíthető hegy csúcsán levő szűk platón találhatók. A plató csak a déli oldalról volt megközelíthető, ahol egy erős védőfal őrizte. A platón egymás után három kerek torony állt, melyeket fal kötött össze. A három torony közül a legkisebb maradt meg a legjobb állapotban, míg a másik kettőnek csak csekély nyomai láthatók. A felvezető régi út nyomai, a vár nyugati oldala alatt és a szomszédos hegyoldalakban még jól kivehetők. A vár bejárata feltehetően délkeleten nyílhatott. A régebbi feljegyzések szerint építőanyaga nagyrészt tégla volt, melyek formája a római téglákra emlékeztetett. Az újabb kori terepbejárások építőanyagként jobbára köveket találtak.